# PsInfo
PsInfo — бесплатная утилита, разработанная компанией Sysinternals, и затем приобретённая Microsoft, предназначенные для более лёгкого администрирования 32-битных операционных систем Microsoft Windows, которая собирает основную информацию о локальной или удалённой системе Windows NT/2000.

## Описание
С помощью PsInfo можно просматривать детальную информацию о локальных и удалённых системах, получить данные об установленной операционной системе, версии ядра, организации и владельце, процессоре, физической памяти, дате установки и прочих.
Действия PsInfo опираются на удалённый доступ к реестру Windows для получения данных (на удалённой системе должна работать «служба удалённого реестра — Remote Registry service», а пользователь, который запустил PsInfo, — иметь доступ к HKLM\System).
Утилита не имеет графического интерфейса и работает только из командной строки.

## Параметры командной строки
Параметры командной строки для PsInfo:
- \\computer — Запуск команды на удалённом или указанном компьютере.
- @file — Выполнение команды на всех компьютерах, перечисленных в текстовом файле.
- -u — Позволяет в факультативном порядке указать имя пользователя для входа в удалённую систему.
- -p — Позволяет указать пароль, соответствующий имени пользователя.
- -h — Вывод списка установленных исправлений.
- -s — Вывод списка установленных приложений.
- -d — Вывод информации о томах дисках.
- -c — печать полученных результатов в формате CSV.
- -t — По умолчанию с параметром -c в качестве разделителя применяется запятая, однако её можно заменить указанным символом.